# Pandur

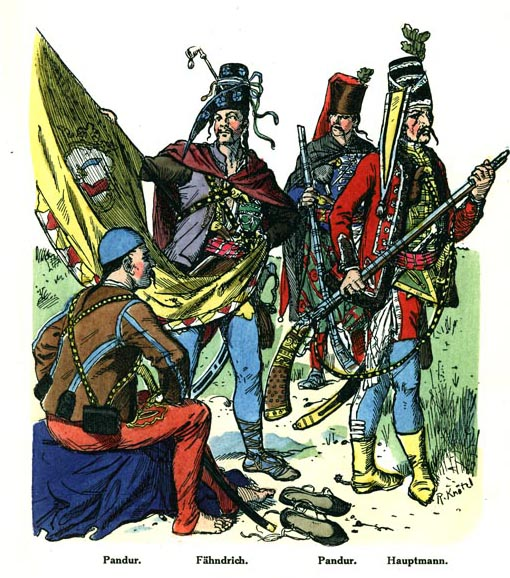
Os Panduren.

Os Pandures (em croata:  Panduri, em alemão:  Panduren, em húngaro: Pandúr) eram soldados de infantaria irregular integrados no exército da Monarquia de Habsburgo durante o séc. XVIII. Os Pandures estavam organizados e treinados para conduzirem acções de guerrilha e combaterem em ordem dispersa. Por influência austríaca, alguns outros exércitos da Europa Central criaram unidades de Pandures.
A denominação Pandur foi utilizada para baptizar um blindado de origem austríaca, fabricado pela Steyr.